# Parc de Sceaux
Der Parc de Sceaux ist ein heute 181 Hektar großer Schlosspark südlich von Paris auf den Gemeindegebieten von Sceaux und Antony im Département Hauts-de-Seine. Der Park wurde von André Le Nôtre für Jean-Baptiste Colbert und dessen ältesten Sohn gestaltet. Er war mehrfach vom Verschwinden bedroht. Während der Französischen Revolution wurde er in eine landwirtschaftliche Schule umgewandelt. Zu Beginn des 19. Jahrhunderts wurde das ursprünglich für den Park zentrale Schloss (aus dem 15. Jahrhundert, nach 1670 erweitert) zerstört.

## Geschichte

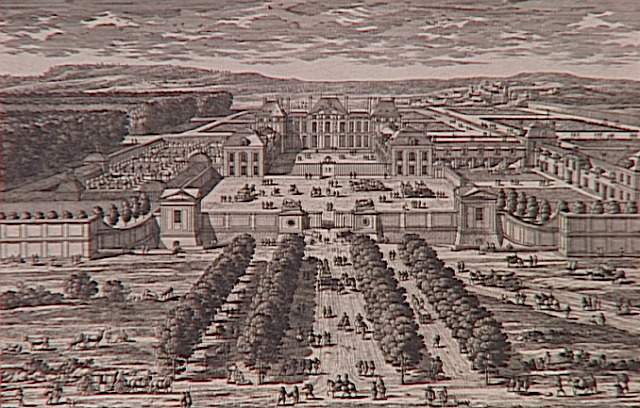
Das Schloss zur Zeit von Colbert, Stich von Adam Pérelle

Seit dem 15. Jahrhundert ist in Sceaux ein Herrenhaus nachweisbar. 1670 suchte Jean-Baptiste Colbert, Minister von Ludwig XIV., einen Besitz nahe Paris und nicht allzu weit von Versailles. Er kaufte das Herrenhaus, erwarb weitere Flächen und erweiterte das aus 1597 stammende Schloss durch einen unbekannten Architekten, möglicherweise Antoine Le Pautre. Die Schlosskapelle wurde von Charles Lebrun ausgemalt. Künstler wie François Girardon, Jean-Baptiste Tuby und Jean-Baptiste Théodon waren an der Ausgestaltung beteiligt. Colberts Arbeitszimmer war mit 24 Büsten römischer Kaiser, Senatoren und adeliger Frauen geschmückt. Die große Nord-Süd-Achse des Gartens maß über einen Kilometer Länge. Zeitgenossen bewunderten die große Kaskade.

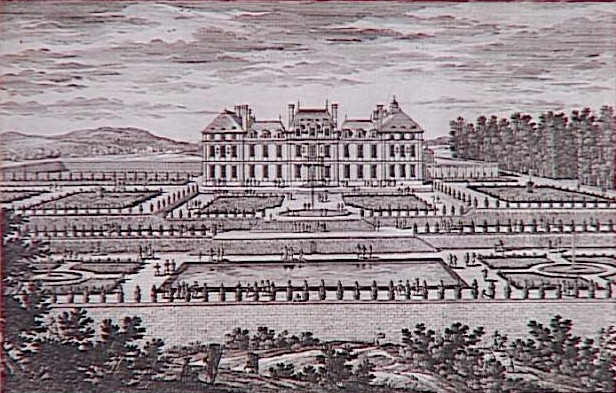
Blick von den Parterres, Stich von Adam Pérelle

Nach Colberts Tod 1683 erbte sein ältester Sohn den Besitz und ließ Schloss und Garten ausbauen. Der Marquis de Seignelay ließ 1686 die heute teilweise erhaltene Orangerie durch Jules Hardouin-Mansart errichten. Der Park wurde auf 227 Hektar vergrößert. André Le Nôtre schuf eine zweite große Achse.
Im Jahr 1700 ging der Besitz durch Kauf an den Herzog von Maine, den legitimierten Sohn Ludwigs XIV. mit Madame de Montespan über. Die Herzogin von Maine, Enkelin des Großen Condé hielt dort Hof.
1793 wurde der Besitz als Nationalgut (Bien national) konfisziert, die meisten Statuen gelangten in Alexandre Lenoirs Musée des Monuments français. 1798 wurden Schloss und Garten von Jean François Hippolyte Lecomte erworben, einem reichen Weinhändler mit guten Beziehungen zum Polizeiminister Joseph Fouché. Lecomte ließ das Schloss 1803 abreißen.
1828 heiratete Anne-Marie Lecomte-Stuart (1808–1870), Tochter des Weinhändlers Lecomte, Napoléon Mortier de Trévise (1804–1869), den Sohn Édouard Adolphe Mortiers, eines Marschalls Napoleon Bonapartes. 1856 bis 1862 ließ das Paar anstelle von Colberts Bau ein kleines Schloss im Neo-Louis-XIII-Stil errichten. Die Pläne dazu lieferte der Architekt Joseph-Michel Le Soufaché. Le Nôtres Gartenkonzeption wurde wiederhergestellt, und Schloss sowie Park wurden wieder Ort glanzvoller Feste.
Nach dem Ende des Ersten Weltkriegs konnten die Privateigentümer die Anlage nicht mehr erhalten. 1923 musste die Erbin, Marie Léonie Mortier de Trévise, verehelichte Princesse de Faucigny-Cystria, den Park verkaufen. Jean-Baptiste Bergeret de Frouville, der Bürgermeister von Sceaux, konnte den Conseil général des damaligen Départements Seine für den Ankauf gewinnen. Die Verwaltungsbehörde parzellierte allerdings den Park, um das verbleibende Drittel ab 1928 zu restaurieren. Der Pavillon de l’Aurore mit seinem Deckengemälde von Charles Lebrun zählt zu den wenigen Überbleibseln der barocken Schlossanlage.
Der Pavillon de Hanovre wurde 1932 in den Park transferiert. Das aus 1758–1760 stammende Gebäude des Architekten Jean-Michel Chevotet stand in den Gärten des Herzogs von Richelieu und musste dem Palais Berlitz des Sprachinstituts am Boulevard des Italiens weichen. Seit 1971 ist der Park Eigentum des Départements Hauts-de-Seine und wird unter anderem für Konzertveranstaltungen genutzt. Supertramp, Madonna und Johnny Hallyday sind dort bereits in großen Freiluftkonzerten aufgetreten.

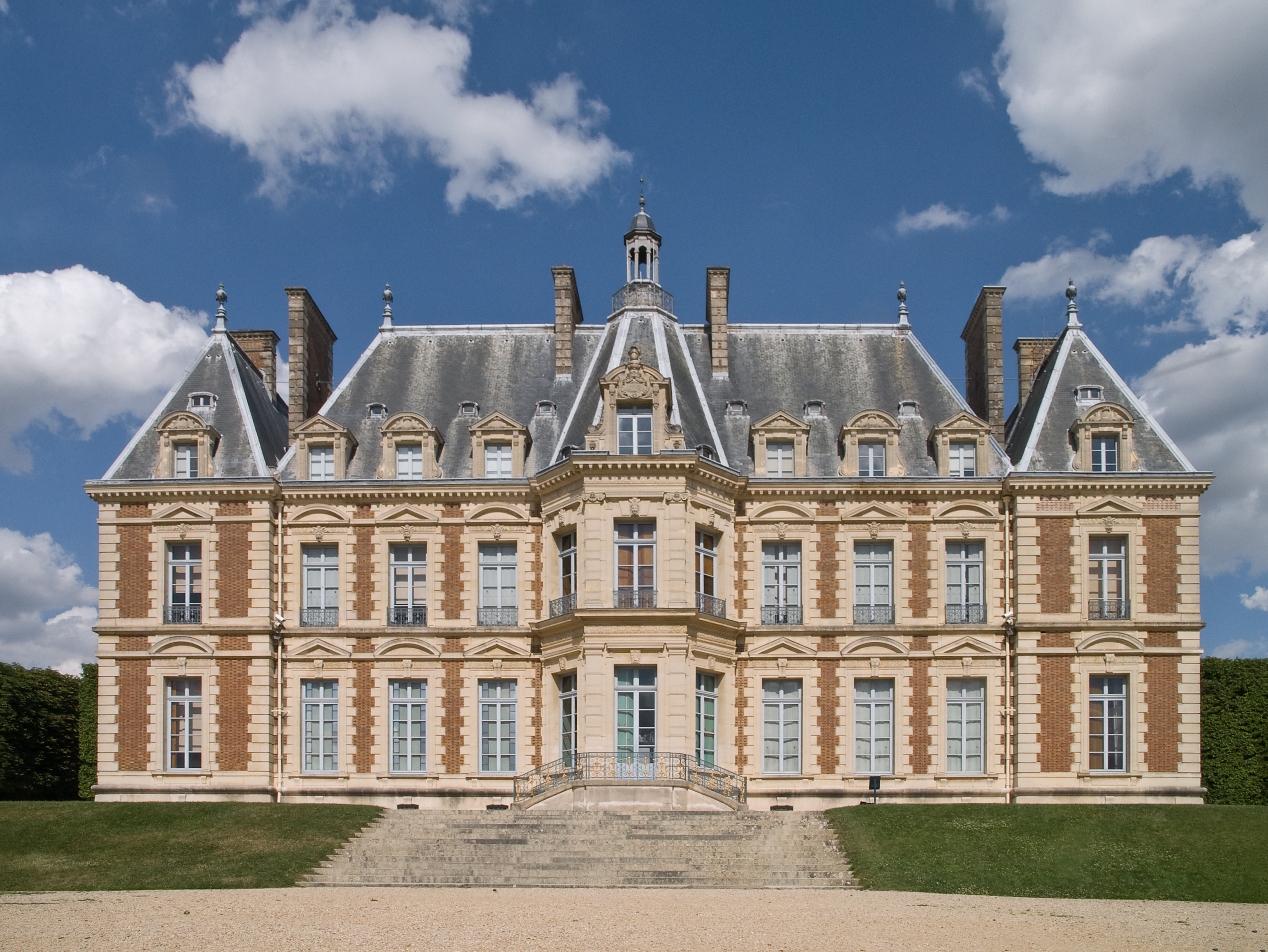
Westfassade des neuen Schlosses (2009)
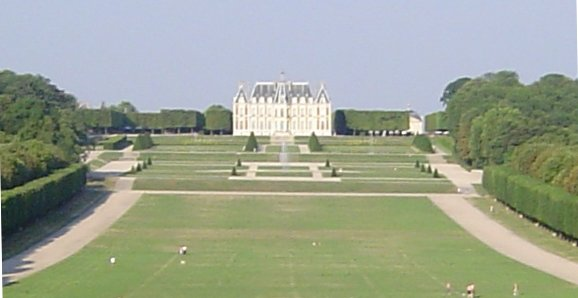
Das neue Schloss, Westansicht
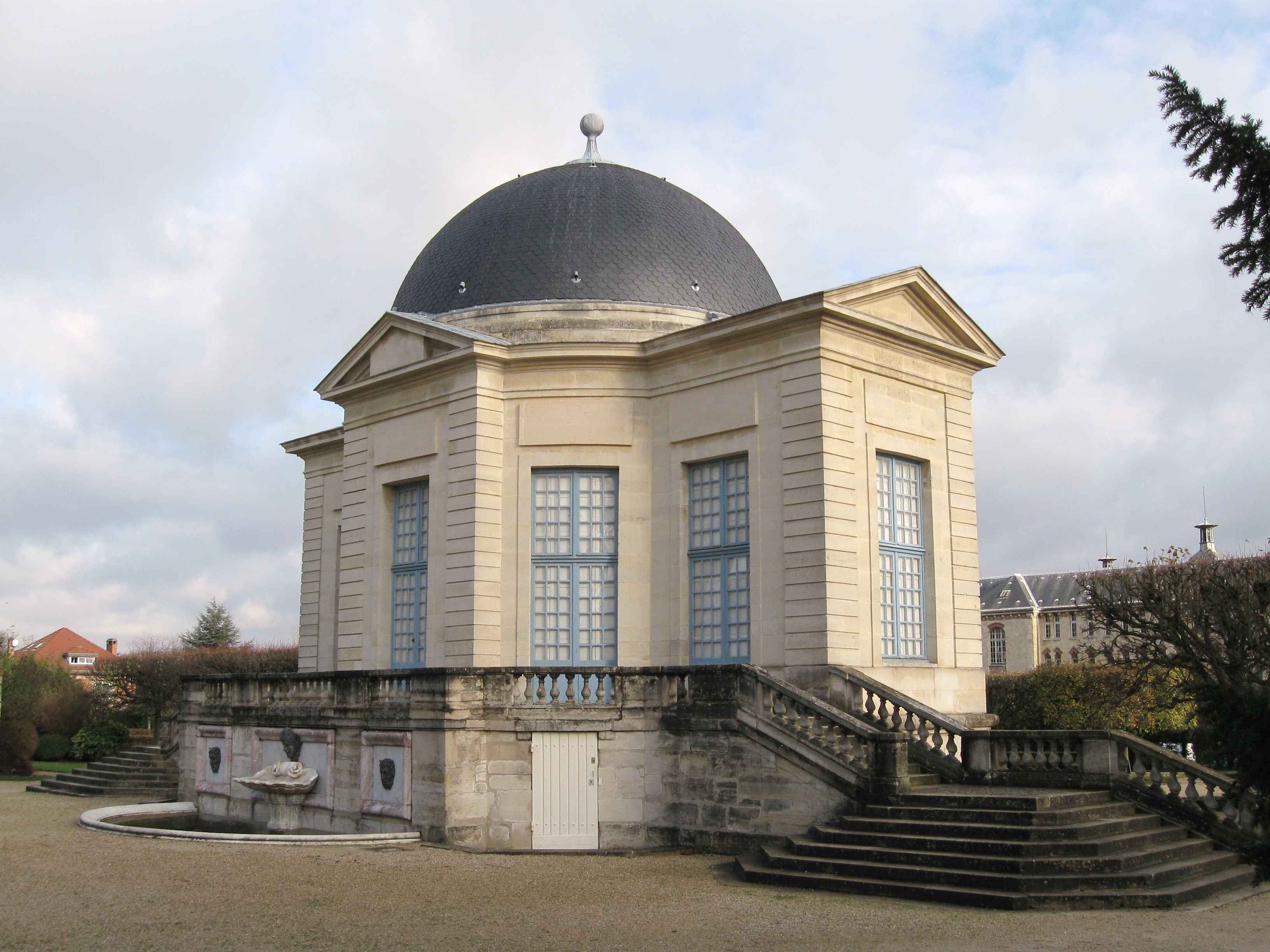
Pavillon de l'Aurore
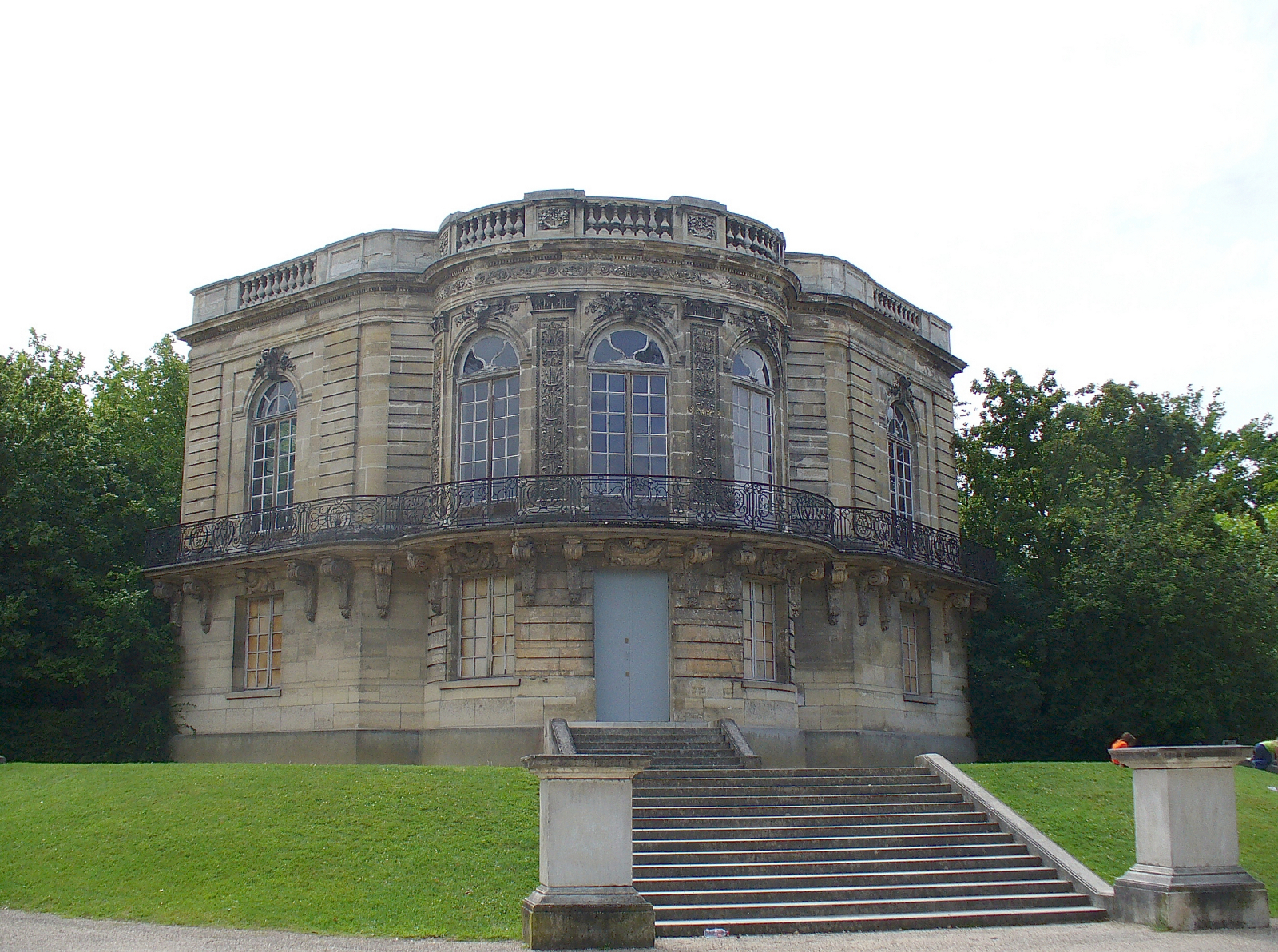
Pavillon de Hanovre